# دولفين السالسيرو
دولفين أنطونيو مارتيس أكوستا المعروف موسيقيا باسم دولفين الخاص بك Salsero
   ، مغني وملحن دومينيكان للموسيقى الرومانسية (ولدت في جمهورية الدومينيكان، 24 يوليو 1981).

## .سيرة شخصية
ولد في جمهورية الدومينيكان في مدينة كوتوي بمقاطعة «سانشيز راميريز» في 24 يوليو 1981 ، وهو الأصغر بين إخوته وأبوين من الدومينيكان.
منذ مراهقته بدأ في الاستماع إلى الموسيقى الرومانسية، وتحديداً النوع الموسيقي [الصلصا] ، وهناك بدأ في تأليف الأغاني. بعد أن بلغ سن الرشد، كان يكتسب ويتعلم الموسيقى. كان لديه وظائف ككهربائي وكاتب فندق وخبير في اللغة الإنجليزية.
تربطه حاليًا علاقة قوية، وأنجب منها ابنتان، وتوفي والديه في عامي 2020 و2021.
في عام 2014 قرر الإعلان رسميًا عن بدايته كفنان، وقرر تفسير هذا النوع الموسيقي المسمى السالسا بشكل أساسي لألبوماته، مع هذا النوع الذي عرّف عن نفسه ليصنع الأغاني. بعد مرور الوقت على إعلانه عن حياته المهنية كفنان، قام بأنشطة في المراكز الاجتماعية مثل الحانات والحفلات والمراكز الاجتماعية الأخرى في مدن مختلفة من البلاد، وحقق القبول في مسقط رأسه والعديد من المدن الأخرى مع الألبوم Danielito la Para.

## الأغاني
- 2016. El Control Del Penal
- 2019. Si Usted Supiera Señora
- 2020. Amor Amor
- 2020. Andas Pregonando
- 2020. Hasta Luego
- 2016.Te Recordaré
- 2020. Margarita Ruleta Del Destino
- 2016. De Que Te Valió Dejarme
- 2020. Payaso Soy
- 2021. Tu Cara de Angel
- Danielito La Para

## وصلات خارجية[عدل]
- IMDB دولفين الخاص بك Salsero